# Bujurquina cordemadi
Espèce
Statut de conservation UICN

 LC  : Préoccupation mineure
Bujurquina apoparuana est une espèce de poissons de la famille des Cichlidés présente en Bolivie et au Pérou.